# Balogh Zoltán (zongoraművész)
Balogh Zoltán (Budapest, 1984. szeptember 26. –) magyar dzsesszzenész, zeneszerző, zenetanár, a nemzetközileg ismert Finucci Bros Quartet alapító tagja. Munkássága a magyar népzene, a cigányzene és az amerikai dzsessz ötvözésére épül. Különösen a cigány dzsessz műfajában alkotott maradandót.

## Életpályája
Hatéves korában autodidakta módon kezdett zongorázni.[forrás?] 1996-ban felvették az Országos Szórakoztatózenei Központ (OSZK) Zenei Stúdiójába. 2007-ben szerezte meg felsőfokú szakmai végzettségét jazz-zongora szakon, kitűnő eredményekkel, a Kőbányai Zenei Stúdióban.
2007-ben ikertestvérével, Balogh Roland gitárossal megalapította a Finucci Bros Quartetet. A formáció különleges hangzásvilága a dzsessz, a magyar népzene és a cigányzene elemeit ötvözi, és hamar a hazai dzsessz egyik meghatározó zenekarává vált.
2010-ben Balogh Zoltán jelentkezett a Montreux-i Nemzetközi dzsessz-zongoraversenyre, ahol a több száz jelentkező közül beválasztották, és harmadik helyezést ért el.
2012-ben a floridai Jacksonville Jazz Piano Competition során a világ három legjobb dzsesszzongoristái közé sorolták. Ugyanebben az évben a Finucci Bros Quartettel benevezett a VI. Jazzy dalversenyre, ahol „Szerelemre ébredt hajnalok” című saját szerzeményükkel első helyezést értek el.
2016-ban elnyerte a Filharmónia Magyarország által meghirdetett Lakatos Ablakos Dezső-jazzösztöndíjat.
2017-ben ismét beválasztották a Jacksonville Jazz Piano Competition döntőjébe, ahol ezúttal második helyezést ért el.

## Díjak és elismerések
- 2010 – 3. helyezés, Montreux-i Jazz Fesztivál
- 2012 – I. helyezés, VI. Jazzy Dalverseny – „Szerelemre ébredt hajnalok” (Finucci Bros Quartet)
- 2016 – Lakatos Ablakos Dezső-jazzösztöndíj (Filharmónia Magyarország)
- 2017 – 2. helyezés, Jacksonville Jazz Piano Competition (Florida, USA)
- 2023 – Szikra Díj: Legjobb dicsőítő dal: Finucci Bros X Rontó Kitty – Szükségem van Rád Uram[2]